# Борозда Дарьябар

Борозда Дарьябар (две параллельные трещины) на изображении космического аппарата Кассини-Гюйгенс

Борозда Дарьябар (лат. Daryabar Fossa) — борозда (длинная и узкая впадина) на поверхности Энцелада (спутника Сатурна).

## География и геология
Примерные координаты объекта — 9°39′ с. ш. 5°25′ з. д. / 9,65° с. ш. 5,42° з. д.. Эта борозда была обнаружена при анализе снимков переданных такими космическими аппаратами как «Вояджер-1», «Вояджер-2» и «Кассини-Гюйгенс». По ним же было подсчитано, что её глубина достигает 400 метров, длина — около 200 км, а ширина — 4 км. Её почти под прямым углом пересекает борозда Исбанир. На севере от неё находится 11-километровый кратер Азиз, а на юге 4-километровый кратер Салих.

## Эпоним
Названа именем страны Дарьябар, фигурирующей в сборнике арабских сказок «Тысяча и одна ночь». Дарьябар — страна, откуда прибыла принцесса Дарьябар, жена Худадада. Это название было утверждено Международным астрономическим союзом в 1982 году.